# 加藤貢
加藤 貢（かとう みつぐ、1947年5月27日 - ）は、元東映のプロデューサー。秋田県出身。別名義は楢岡八郎。

## 人物・来歴
1970年に東映入社。
1973年、特撮テレビドラマ『イナズマン』で平山亨の補助としてプロデューサーに就任。続編『イナズマンF』では実質的なメインプロデューサーを務めた。
取締役まで務め上げたが、2012年6月に退任。顧問を務めていたが、2013年6月を持って東映を退社した。

## プロデュース作品

### 連続もの
- イナズマン（1973年-1974年、NET）
- イナズマンF（1974年、NET）
- 新宿警察（1975年、フジテレビ）
- 燃える捜査網（1976年、NET）
- 大非常線（1976年、NET）
- 銭形平次（1977年-1984年、フジテレビ）※制作
- 弐十手物語（1984年、フジテレビ）
- 赤い秘密（1985年、TBS）
- ベイシティ刑事（1987年-1988年、テレビ朝日）
- 銭形平次（1991年-1998年、フジテレビ）※企画
- 忠臣蔵　（1996年、フジテレビ）
- 流れ板七人（1997年、テレビ朝日）
- 隠密奉行朝比奈（1998・1999年、フジテレビ）※企画
- 京都迷宮案内（1999年-2003年、テレビ朝日）第6シリーズまで※プロデューサー→企画（第2シリーズより）
- 十手人（2001年、テレビ朝日）
- 旗本退屈男（2001年、フジテレビ）※企画
- 子連れ狼 (北大路欣也版)全3作（2002-2004年、テレビ朝日）
- 忠臣蔵（2004年、テレビ朝日）　※企画
- 名奉行!大岡越前全2作（2005-2006年、テレビ朝日）
- 幻十郎必殺剣（2008年、テレビ東京）

### 単発もの
- 木曜ゴールデンドラマ（よみうりテレビ）
  - 『五木ひろしの母恋鴉』（1981年）
- 金曜女のドラマスペシャル（フジテレビ）
  - 『離婚夫婦シリーズ』（1987年）
- 男と女のミステリー（フジテレビ）
  - 『罠の中の女』（1988年）
  - 新春スペシャル『華岡青洲の妻』 （1989年）
  - 年末スペシャル企画　『黒の斜面』（1989年）
- 金曜ドラマシアター
  - 『下町女の事件簿』（1991年）
  - 『刑事　北の街函館を舞台に男と男の執念が燃える!』（1993年）
- JOCX TV2 ミッドナイトドラマ『愛人ヨーコの遺書』（1988年、フジテレビ）

- 土曜ワイド劇場（テレビ朝日）
  - 『おかしな二人』 全2作（2002年）
  - 『おかしな刑事』
- 日曜洋画劇場特別企画（テレビ朝日）
  - 『風林火山』（2006年）※企画
- 新春サスペンス特別企画『黒いバッグの女』（2006年）※企画
- ガンジス河でバタフライ（2007年、メ〜テレ）※エグゼクティブ・プロデューサー
- 徳川家康と三人の女（2008年、テレビ朝日）
- 忠臣蔵　 音無しの剣（2008年、テレビ朝日）※プロデューサー
- 落日燃ゆ（2009年、テレビ朝日）※プロデューサー
- 断絶（2009年、テレビ朝日）チーフプロデューサー
- 上意討ち 拝領妻始末（2013年、テレビ朝日）
- 三屋清左衛門残日録シリーズ（2016年 -、時代劇専門チャンネル、BSフジ）※エグゼクティブプロデューサー→監修

### 映画
- プレイガール（2003年）　※企画

## 脚本作品
- イナズマンF（1974年） - 楢岡八郎名義
  - 第17話「青い瞳のインベーダー」 - 山田哲久と共同
  - 第20話「蝶とギロチン花地獄作戦」 - さとうかずゆきと共同
- 燃える捜査網（1975年）
  - 第7話「死者からの手紙」

## 出演
- イナズマンF（1974年）最終話「さらばイナズマン　ガイゼル最期の日」 - デスパーシティ市民役　※最終回記念として、夫人と共にカメオ出演。